# جبل أونتيورا
جبل أونتيورا، هو جبل يقع في سلسلة جبال كاتسكيل في نيويورك شرق-شمال شرق هنتر. يقع باركر ماونتن شرقًا، وتقع سلسلة جبال شرق جيويت من الغرب إلى الشمال الغربي من جبل اونتيورا.